# Dalerveen
Dalerveen est un village situé dans la commune néerlandaise de Coevorden, dans la province de Drenthe. Le 1er décembre 2007, le village comptait 367 habitants.